# Неуростимулација
Неуростимулација је терапеутска активација дела нервног система помоћу микроелектрода. Електроде се користе као интерфејс путем ког се побуђује ткиво да би се било обновила сензација, као што је Кохлеаров имплант за слух, или да би се контролисали поједини органи, као што је срчани пејсмејкер.
Неуростимулациона технологија побољшава квалитет живота парализованих особа као и оних које су у знатној мери изгубиле осећај за разне органе. Она служи као кључни део неуралних простетика за слушна помагала, вештачки вид, вештачке удове, и интерфејс мозга и машине. У случају неуронске стимулације, углавном се користи електрична стимулација и бифазна константне талесне форме струје или капацитивно спрегнути приступи. Алтернативно, транскранијална магнетна стимулација је предложена као неинвазивни метод у коме магнетно поље производи неуростимулацију.